# Michel Poffet
Michel Poffet (24 de agosto de 1957) es un deportista suizo que compitió en esgrima, especialista en la modalidad de espada.
Participó en tres Juegos Olímpicos de Verano, obteniendo una medalla de bronce en Montreal 1976 en la prueba por equipos. Ganó tres medallas en el Campeonato Mundial de Esgrima entre los años 1979 y 1982.

## Palmarés internacional
| Juegos Olímpicos   | Juegos Olímpicos           | Juegos Olímpicos  | Juegos Olímpicos   |
| Año                | Lugar                      | Medalla           | Prueba             |
| ------------------ | -------------------------- | ----------------- | ------------------ |
| 1976               | Montreal (Canadá)          | Medalla de bronce | Espada por equipos |
| Campeonato Mundial |                            |                   |                    |
| Año                | Lugar                      | Medalla           | Prueba             |
| 1979               | Melbourne (Australia)      | Medalla de bronce | Espada por equipos |
| 1981               | Clermont-Ferrand (Francia) | Medalla de plata  | Espada por equipos |
| 1982               | Roma (Italia)              | Medalla de plata  | Espada por equipos |